# 10435 Tjeerd
10435 Tjeerd è un asteroide della fascia principale. Scoperto nel 1960, presenta un'orbita caratterizzata da un semiasse maggiore pari a 2,7837831 UA e da un'eccentricità di 0,1876508, inclinata di 10,69468° rispetto all'eclittica.